# 月の家圓鏡 (6代目)
六代目（四代目）月の家 圓鏡（つきのや えんきょう、1945年9月11日 - ）は、長野県出身の落語家。出囃子∶「木曽節」。本名∶日吉 正。落語協会所属。

## 経歴
長野県下伊那郡売木村生まれ、東京都大田区蒲田育ち。東京都立大森高校卒業、東京理科大学理学部中退。
1966年2月、五代目月の家圓鏡に入門、1970年10月に前座名「月の家杵助」として楽屋入り。初高座は人形町末廣。
1972年4月に二ツ目昇進、橘家舛蔵に改名。1974年、第3回放送演芸大賞最優秀ホープ賞を受賞。
1982年4月に三遊亭小歌、柳家さん枝、林家えび蔵、林家ばん平、金原亭駒三らとともに真打昇進。初代月の家小圓鏡に改名。1999年4月に六代目月の家圓鏡を襲名した。

## 芸歴
- 1966年2月 - 五代目月の家圓鏡へ入門。
- 1970年10月 - 前座となる、前座名「杵助」。
- 1972年4月 - 二ツ目昇進、「橘家舛蔵」と改名。
- 1982年4月 - 真打昇進、「月の家小圓鏡」と改名。
- 1999年4月 - 六代目月の家圓鏡を襲名。

## 人物
- 後援会長が福富太郎だった[1]。

## 弟子
- 二代月の家小圓鏡